# Schellberger Bach
Der Schellberger Bach ist ein Fließgewässer in der bergischen Großstadt Solingen. Er ist nach der Ortslage Schellberg benannt, in der sich bis zur Schließung 2007 auch das Freibad Schellbergtal befand.

## Geographie

### Quelle und Verlauf
Der Schellberger Bach entspringt in einem Quellteich südlich der Hofschaft Hoppenböcken im Solinger Stadtbezirk Burg/Höhscheid. Er fließt in weiten Teilen durch ein kleines, bewaldetes Bachtal zwischen zwei Höhenrücken. Die Länge des Bachs wird mit 2,8 Kilometern angegeben. Der Bach entwässert einen westlichen Höhenzug, den Bereich Hästen, des Solinger Höhenrückens in Richtung Wupper. 
Der Bach verläuft in einem kleinen Bachtal in zunächst südlicher Richtung. Im Westen passiert er dabei den Sattelsberg, eine natürliche Erhebung im Solinger Süden. Durch zwei linksseitige Zuflüsse nimmt der Bach Wasser aus Hästen und Kempen auf. Im Bereich der namensgebenden Ortslage Schellberg passiert der Bach das Gelände des ehemaligen Freibads Schellbergtal, das inzwischen renaturiert wurde. In Schellberg ändert der Bach seine Fließrichtung nach Westen, bis er südlich von Odental die Ortslage Breidbach erreicht. Von dort an folgt er dem Verlauf des Odentaler Wegs, der als Landesstraße 427 ausgewiesen ist. In Höhe der Hofschaft Wüstenhof quert er unterirdisch die Straße, bevor er nach wenigen Metern gegenüber von Wupperhof rechtsseitig in die Wupper mündet.

### Zuflüsse
Aufgeführt sind alle Zuflüsse des Schellberger Bachs, die in der amtlichen Gewässerkarte der Stadt Solingen mit eigenem Namen eingezeichnet sind: Längen nach dem FlussGebietsGeoinformationsSystem des Wupperverbandes
- Schellberger Siepen (links), 0,09 km
- Hästener Bach (links), 0,5 km
- Strandbadbach (links), 0,4 km
- Odentaler Bach (rechts), 0,7 km
- Breidbacher Bach (rechts), 0,7 km
- Linker Zulauf Schellberger Bach (links), 0,1 km
- Wüstenhofsiepen (links), 0,2 km

## Naturschutz
Das Schellberger Bachtal wurde 2006 in seinem kompletten Verlauf von der Quelle bis zur Mündung als Teil des Landschaftsschutzgebietes Zentrale Höhenrücken und Bachtäler im Solinger Landschaftsplan erfasst.
Für das 1928 in idyllischer Lage im Schellbergtal eröffnete Freibad wurde ein Teil des Bachs in seinem Oberlauf verrohrt. Das Freibad wurde im August 2007 aus Kostengründen geschlossen. Mithilfe von Fördermitteln wurde das alte Schwimmbecken im Jahr 2014 renaturiert, der bisher verrohrte Bachlauf des Schellberger Baches sowie seiner Nebenbäche Hästener und Strandbadbach wurden dabei wieder freigelegt. Umkleide- und Kassenhäuschen des einstigen Freibads blieben erhalten, sie gehören dem Schwimmverein Solingen Süd und werden weiterhin genutzt.